# Comuna Napadivka, Lîpoveț
Napadivka (în ucraineană Нападівка) este o comună în raionul Lîpoveț, regiunea Vinnița, Ucraina, formată din satele Napadivka (reședința) și Vikentiivka.

## Demografie
Componența lingvistică a satului Napadivka
     Ucraineană (99,27%)
     Alte limbi (0,73%)
Conform recensământului din 2001, majoritatea populației satului Napadivka era vorbitoare de ucraineană (99,27%), existând în minoritate și vorbitori de alte limbi.